# BYPOL
BYPOL — белорусская инициатива, которая создана бывшими сотрудниками силовых структур для противодействия белорусским властям. Объединение имеет каналы в YouTube и Telegram, на которых публикует различные видео, связанные с силовиками, а также «сливает» данные сотрудников правоохранительных органов. Верховный суд Беларуси признал организацию террористической. Инициатива выступает против политики Лукашенко, а также не признаёт его легитимность. Бывшие силовики считают избранным президентом Светлану Тихановскую.

## Предыстория
9 августа, после объявления результатов президентских выборов, по всей стране начались массовые протесты. В ходе столкновений части протестующих с сотрудниками правоохранительных органов милиция применила слезоточивый газ, светошумовые гранаты, водомёты и резиновые пули. Достоянием гласности стала чрезмерная жестокость, с которой сотрудники силовых органов обращались с протестующими. Некоторые сотрудники правоохранительных органов были не согласны с политикой Александра Лукашенко, вследствие чего ушли в отставку. Часть сотрудников осталась жить в Белоруссии, часть иммигрировала в другие страны.

## История
20 октября в Варшаве в Центре белорусской солидарности состоялась встреча Светланы Тихановской с бывшими сотрудниками силовых структур, «которые перешли на сторону народа». На этой встрече присутствовали капитан юстиции Андрей Остапович, майор юстиции Игорь Лобан, старший лейтенант милиции Матвей Купрейчик, лейтенант милиции Владимир Жигарь. Именно на этой встрече они заявили о намерении создать профсоюз силовых структур. Тихановская поддержала создание инициативы и предложила «провести отдельную закрытую встречу по вопросу перехода сотрудников силовых структур на сторону белорусского народа».
Канал на YouTube был создан 3 ноября 2020 года.
6 марта 2021 года на активистов инициативы было возбуждено уголовное дело за разжигание вражды. В сообщение Генеральной прокуратуры сообщалось, что дело возбуждено в отношении Олега Талерчика, Игоря Логана «и других лиц».
22 апреля 2021 года суд Железнодорожного района Гомеля включил телеграм-канал BYPOL в перечень экстремистских материалов, а 12 января 2022 года тот же суд признал экстремистскими материалами и другие интернет-ресурсы инициативы, в том числе Единую книгу регистрации преступлений. Позднее различные белорусские суды признали экстремистскими материалами логотип организации (март 2022 года), один из выпусков её youtube-канала (июль 2022 года) и её страница на Facebook.
В ноябре 2021 года белорусские власти признали BYPOL экстремистским формированием, а в конце августа 2022 года белорусский верховный суд признал инициативу и её структурные подразделения террористической организацией.
В феврале 2023 года организация взяла на себя ответственность за атаку на российский военный самолёт в Мачулищах.
В феврале 2024 года Минский городской суд заочно приговорил руководителей BYPOL к длительным тюремным срокам. Так, руководителю организации Александру Азарову назначили 25 лет колонии усиленного режима.

## Публикации
Самой первой публикацией на YouTube-канале инициативы стало обращение курсанта 4 курса факультета милиции Академии МВД Владислава Ботяна. В нём он на фоне бело-красно-белого флага рассказал о своем увольнении из органов внутренних дел. Он обратился к курсантам Академии МВД и призвал бросить учёбу и «стать на сторону народа». Также Ботян рассказал о том, как стал свидетелем вброса бюллетеней во время досрочного голосования.
Затем на канале появились два ролика под названием «„Херои“ в балаклавах». В первой части протестующих грубо запихивают в автозак, некоторых бьют. Всех ставят на колени на полу фургона. По дороге силовики издевательски расспрашивают некоторых мужчин и изучают содержимое их телефонов, в частности подписки в Telegram. Во второй части показываются кадры с одной из акций протеста в Минске.
2 декабря инициатива опубликовала видео подхода Лукашенко к сотрудникам ОМОНа. На видео запечатлены события «Марша новой Беларуси», который состоялся 23 августа и вынудил Лукашенко летать над Минском на вертолёте. Тогда глава государства под присмотром ОМОН, при поддержке сына Николая и личного врача «принял участие в разгоне» нескольких случайно задержавшихся людей у дворца после уже закончившегося к тому времени Марша. После «зачистки» территории Лукашенко щедро рассыпался в словах благодарности силовикам, пообещав не остаться в долгу за свершенный ими «подвиг». Слышно, что силовики подшучивают, ругаются матом, смеются над Лукашенко.
10 декабря инициатива опубликовала видео, в котором сотрудники ОМОНа оскорбляют протестующих, ругаются матом, тем самым нарушая приказ МВД № 67 «О Правилах профессиональной этики сотрудников органов внутренних дел». Видео было снято 23 августа около Дворца Независимости в Минске.
17 декабря на YouTube-канале был опубликован видеоролик об издевательствах во Фрунзенском РУВД. Видео датировано 12 августа. На кадрах видно, как задержанные — среди них есть женщины и несовершеннолетние — стоят на коленях или лежат лицом в пол с заломленными назад руками. При допросе людей бьют под дых или по почкам, заставляют облизывать дубинку. Во время допросов людей запугивают, угрожают. Некоторые задержанные сильно избиты, у них на лице гематомы, ссадины и кровоподтеки. Пока идет очередной допрос, видно, как на заднем плане неизвестный в штатском и балаклаве избивает дубинкой мужчину. Фоном на видео слышны удары, крики, маты.
28 декабря инициатива опубликовала материалы своего расследования об уголовном преследовании Сергея Тихановского. Инициатива утверждает, что дело Тихановского политически мотивированно. Как утверждает инициатива, задолго до задержания в отношении Тихановского и членов его команды в связи их общественно-политической деятельностью Главное управление по борьбе с организованной преступностью начало разработку в рамках дела оперативного учёта, находившегося в производстве старшего оперуполномоченного 2-го отдела 3-го управления Ивана Тарасика. Общее руководство данной разработкой осуществлялось начальником 3-го управления Михаилом Бедункевичем. В итоге управлению не удалось найти оснований для возбуждения уголовного дела. В связи с этим они решили организовать провокацию. Устный приказ, как утверждает инициатива, был отдан тогдашним министром внутренних дел Юрием Караевым. 
7 января в своем Telegram-канале инициатива опубликовала секретный доклад о положении дел в структуре МВД. Он содержит сведения о штатной численности аттестованных сотрудников на 1 октября и другие данные «для служебного пользования».
14 января инициатива опубликовала запись, где человек с голосом, похожим на голос экс-руководителя ГУБОПиК, а нынче заместителя министра внутренних дел — командующего внутренними войсками Николая Карпенкова, рассказывает, от чего погиб Александр Тарайковский, а также о совещании у Александра Лукашенко, где правоохранителям доводилось, что делать с протестами и протестующими. Предположительно запись была сделана в конце октября. На записи человек с голосом, похожим на Карпенкова, говорит, что главой государства силовики «прикрыты со всех сторон в плане применения оружия», а также сообщает, что Александр Тарайковский умер от резиновой пули, которая «прилетела ему в грудь». Он также приводит цитату-инструкцию, как надо обращаться с протестующими, от «президента».

Поэтому, как президент говорил, что если прёт на тебя, если прёт на тебя — применяй оружие, получается, вот нелетальное. В упор: по ногам, в живот, по яйцам. Чтобы понял, что он сотворил и что наделал, когда придет в сознание. Ну нанесите ему что-то в таком ну виде: либо покалечить, либо изувечить, либо убить. Применять оружие ему прямо в лоб, прямо в лоб, прямо в лицо, прямо туда, после чего он уже никогда, получается, не вернется в то состояние, в котором он находился.— сказал «Карпенков»
Человек с голосом, похожим на Карпенкова, также рассказал о том, что создаётся база данных. В этой базе данных, кто попал второй раз, тот должен там и остаться. Было сказано разработать, сделать лагерь, поставить колючую проволоку по периметру. Сделать два помещения: топка — этаж, кормили — этаж, чтобы работали. Позже МВД назвало запись фейком. Павел Латушко заявил, что эта запись будет передана в Совет Безопасности ООН, Европейский союз, ОБСЕ и властям России и США.
В начале февраля BYPOL распространила информацию, что белорусские власти собирают миротворческий контингент в 600 военных для отправки в Сирию. Как говорилось в сообщении, в Западном и Северо-западном оперативных командованиях уже пришла директива об отборе военнослужащих. В связи с этим, по данным группы BYPOL, военные начали массово увольняться из вооружённых сил. Министерство обороны Белоруссии опровергло эту информацию. В сообщении BYPOL усомнились и негосударственные источники, такие как TUT.BY.
2 февраля TUT.BY получил результаты фоноскопической экспертизы записи, опубликованной BYPOL, имеющей «огромное общественное значение» и вызвавшей резонанс не только в Беларуси, но и за её пределами. В аудиозаписи речь идёт об убийстве Александра Тарайковского, применении летального оружия и «лагерях для острокопытных». Экспертиза подтвердила, что голос на записи принадлежит Николаю Карпенкову, и не выявила признаков монтажа.
4 марта 2021 года на своем канале в YouTube инициатива публикует очередную аудиозапись с голосом, который предположительно принадлежит экс-главе МВД Беларуси Караеву, в которой он призывает силовиков жестоко расправляться с представителями оппозиции: «Которая угрожает нам с вами, чиновникам. Ну и особенно если вам. Всё бросайте, находите эту тварь и убирайте. Вот моё такое вам наставление».

## Сотрудничество с другими структурами белорусской оппозиции
Инициатива принимала участие в разработке платформы Единой книги регистрации преступлений. Объединение также помогает расследовать преступления. Также BYPOL имеет своего представителя в Народном антикризисном управлении. Вместе с управлением они устанавливают виновных в необоснованном и неправомерном насилии во время протестов.

## Цели и основные направления деятельности
- Объединение сотрудников силовых ведомств, не поддерживающих нынешнюю преступную власть, в организованную структуру, готовых действовать в установлении законности и справедливости в Белоруссии.
- Создание независимого профсоюза силовых ведомств.
- Разработка положений по будущему реформированию правоохранительных органов.
- Сбор доказательств по совершённым преступлениям в отношении мирно протестующих белорусских граждан.
- Сбор информации о коррупционных схемах, их ликвидация.
- Сотрудничество на международной арене по расследованию и судебному рассмотрению фактов совершения преступлений против человечества, санкционное и уголовное преследование установленных лиц на международном уровне[31].

### «Рельсовая война»
В начале марта 2022 года в СМИ появились сообщения о партизанских диверсиях на белорусских железных дорогах с целью помешать движению составов военного назначения. В трех белорусских областях было уничтожено сигнальное оборудование, а железнодорожные пути были заблокированы. По данным BYPOL, в результате этой операции была нарушена работа нескольких отделений белорусской железной дороги. РЖД запретила движение своих подвижных составов, в том числе военных эшелонов, по территории Беларуси в ночное время, а белорусские машинисты массово отказываются от управления локомотивами и выезда на перегоны. По заявлению BYPOL:
Наш долг — и в наших силах — делать реальные вещи, чтобы остановить [войну], освободиться от оккупации российских войск и восстановить доброе имя наших предков. «Рельсовая война» — это знания, которые нам достались по наследству, это то, что мы умеем и что под силу каждому из нас.